# المثلية الجنسية في بيرو القديمة

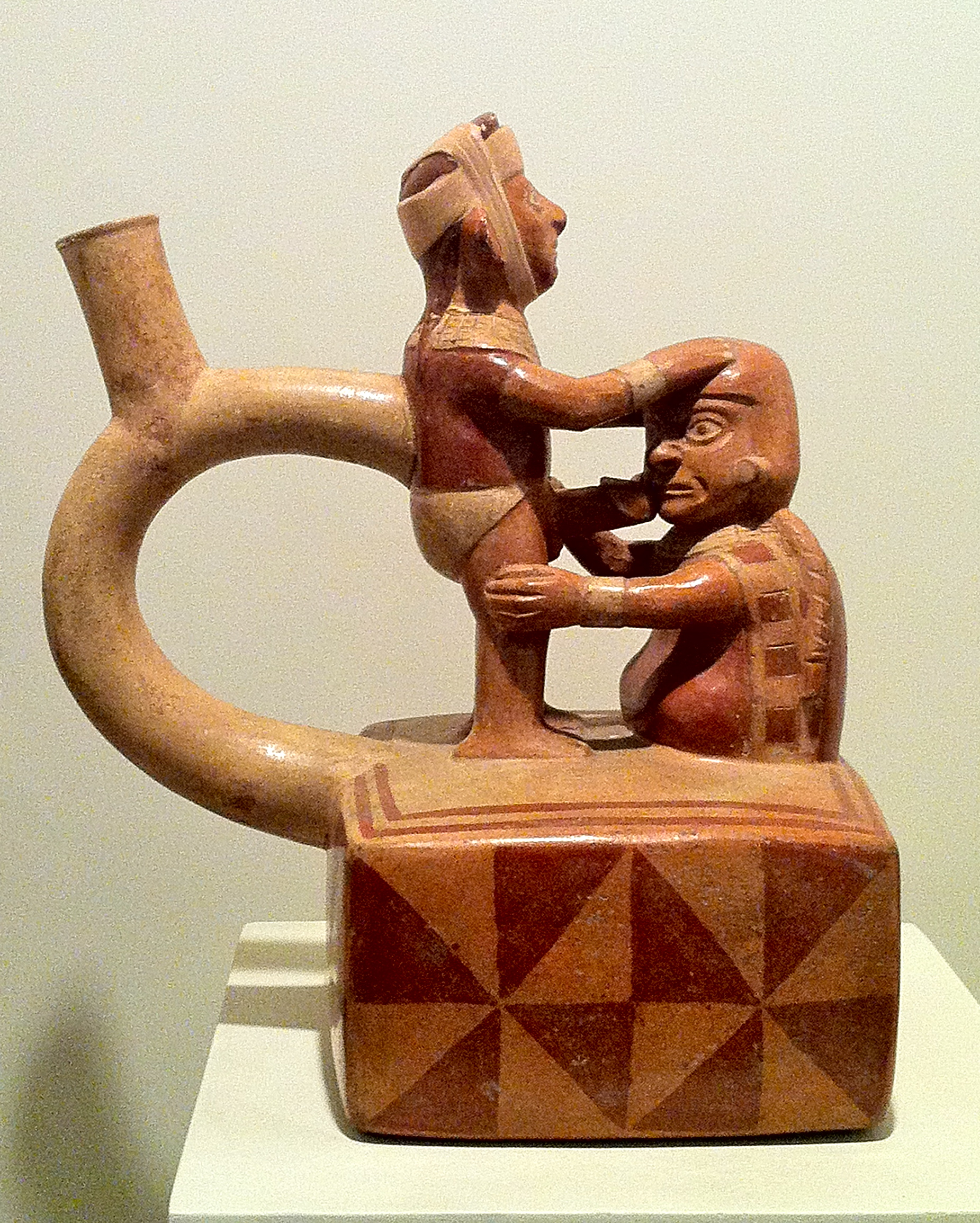

وصلت بعض الأدلة على المثلية الجنسية في بيرو القديمة منذ الغزو الإسباني للبيرو على شكل قطع خزف شبقي (بالإسبانية: huacos eróticos). يعود هذا الفخار لعدة حضارات قديمة نشأت في بيرو، وقد كان من أكثرها شهرةً ثقافتي موشي وشيمو.

## وصول الإسبان وحظر المثلية
تفاجئ الإسبان بعد وصولهم في القرن السادس عشر من الممارسات الجنسية ما بين السكان الأصليين والتي اشتملت على المثلية. ولكن وفي نهاية المطاف تم إلغاء تجريم المثلية في البيرو عام 1837.

## قطع الخزف
عملت الثقافات ما قبل الكولومبية في وسط جبال الأنديز وخصوصاً الموشي على صناعة عشرات آلاف قطع الخزف لمدة أكثر من 800 سنة. ويلاحظ في العديد من تلك القطع صور لهياكل عظمية تشارك في جماع مثلي بين الإناث وجماع مثلي بين الذكور.

### الدمار
تم إتلاف العديد من قطع الفخار مع معظم الأيقونات الأصلية. نظم فرانسيسكو دي توليدو ومستشاريه من رجال الدين خلال سبعينيات القرن السادس عشر حملة للقضاء على السدومية (أي المثلية كما كان يُطلق عليها الأوروبيين) والاستمناء وممارسات أخرى كانت شائعة بين السكان الأصليين. كما يصف تيرازوس القطع: «لم يكن بمقدورك التحدث عنها لأنها اعتبرت إباحية.» وقد حُظرت القطع بعد ما أصبحت «تابواً فرضه الدين المسيحي فلا يمارس الرجال الجنس إلا بغرض التناسل ولا تختبر النساء المتعة الجنسية.»

### الآثار الباقية
بقيت العديد من هذه القطع اليدوية الفنية حتى يومنا هذا بالرغم من الجهود المنظمة والممنهجة لتدميرها. تم إبعاد قطع الخزف لعقود عن أنظار العامة ولم يكن الوصول إليها ممكناً إلا لمجموعة مختارة من العلماء الاجتماعيين من بيرو. كما كانت تلك القطع متاحة لباحثين أجانب من الولايات المتحدة وأوروبا. يُعد متحف لاركو في العاصمة ليما معروفاً بمعرضه لقطع الفخار الشبقية العائدة للحقبة ما قبل الكولومبية.